# Elysia rufescens
Elysia rufescens — вид морських черевоногих молюсків родини Plakobranchidae.

## Поширення
Вид поширений в Індійському та на заході Тихого океану.

## Опис
Тіло завдовжки до 6 см. Забарвлення оливково-зелене з великими білими плямами. Параподії хвилясті з темно-синім краєм та помаранчевою повздовжньою смугою.

## Спосіб життя
Elysia rufescens мешкає на мілководді узбережних вод. Харчується зеленими ниткоподібними водоростями, такими як Bryopsis pennata.